# جبل مسحر
جبل مسحر، يقع جنوب شرقي من محافظة سراة عبيدة في جوف آل معمر، ويبلغ ارتفاعه عن سطح البحر أكثر من 2600 متر، والذي يحمل أثار تأريخيه كثيره وعجيبه منحوته على الصخور وتدل على أن هذا الجبل له تاريخ قديم، ويبعد عن طريق الفيل الذي سلكه أبرهة الأشرم حوالي عشرة كيلو تقريباً، وسمي جبل مسحر بهذا الاسم لانه كانت الإبل تحبه وأيضا الأغنام فسموه مسحر لانه سحر الحيوان وأيضا الإنسان لمحبة الصيد الموجود به.

## آثار جبل مسحر
فيه العديد من المواقع التي تحوي عدد من الرسوم الآدمية والحيوانية، ونظراً لاتساع مساحة الجبل، وكثرة رسومه ونقوشه الصخرية أشار الأستاذ أنور بن محمد آل خليل أحد الباحثين في هذا الجبل إلى ضرورة الاستعانة بطائرات الدفاع المدني العمودية، وبالفعل تمت الموافقة على ذلك، وتم التقاط عدد من الصور الجوية لبعض القرى الأثرية في المحافظة، ومن أهمها قرية آل الخلف ببني بشر، كما تم اكتشاف العديد من المواقع التي تحتوي على رسوم حيوانية وآدمية، وبعض النقوش القصيرة التي كُتبت بقلم المسند القديم.

## وصلات خارجية
- Google Maps